# آيت حمي تيغبولة (دير القصيبة)
آيت حمي تيغبولة هي إحدى مشيخات المملكة المغربية، تتبع جغرافيا لإقليم بني ملال وإداريًا لدير القصيبة. يقدر عدد سكانها بـ 1116 نسمة حسب الإحصاء الرسمي للسكان والسكنى لسنة 2004.